# Arnaud-Guillaume d’Aydie
Arnaud-Guillaume d'Aydie (mort vers 1522) est un ecclésiastique qui fut évêque d'Aire de 1517 à 1522.
Arnaud-Guillaume est le fils de Pey-Arnaud d'Aydie issu de la maison des vicomtes de Ribérac dans le Périgord. Il est pourvu en commende des titres d'abbé de Saint-Sever (1498), abbé de Pontaut et de Saint-Girons lorsqu'il fait partie des sept premiers évêques nommés par le roi François Ier en application du concordat de Bologne de 1516. Il meurt vers 1522.